# Tömegközépponti rendszer
Tömegközépponti rendszernek hívjuk a fizikában azt az inerciarendszert, amelyben a rendszert alkotó részek (tömegek, részecskék) teljes impulzusa nulla. Ez az a vonatkoztatási rendszer, amelyben a rendszer tömegközéppontja nyugalomban van.

## Általános tulajdonságok

### Klasszikus fizika
N tömegpont esetén, amelyek tömege és sebessége rendre mi és vi (i=1,2,...,N), a rendszer tömegközéppontjának sebessége:
{\displaystyle \mathbf {V} ={\frac {\sum _{i}m_{i}\mathbf {v} _{i}}{\sum _{i}m_{i}}}}
Ha egy Galilei-transzformációt végzünk ezzel a sebességgel úgy, hogy a kapott tömegközépponti rendszerben a tömegpontok sebessége
{\displaystyle \mathbf {v} '_{i}=\mathbf {v} _{i}-\mathbf {V} ,}
legyen, akkor ebben a rendszerben a részecskék teljes impulzusa nulla lesz:
{\displaystyle \sum _{i}\mathbf {p} '_{i}=\sum _{i}m_{i}\mathbf {v} '_{i}=\sum _{i}m_{i}(\mathbf {v} _{i}-\mathbf {V} )=\sum _{i}m_{i}\mathbf {v} _{i}-\sum _{i}m_{i}{\frac {\sum _{j}m_{j}\mathbf {v} _{j}}{\sum _{j}m_{j}}}=\sum _{i}m_{i}\mathbf {v} _{i}-\sum _{j}m_{j}\mathbf {v} _{j}=0}

### Speciális relativitáselmélet
A speciális relativitáselméletben a tömeg, energia és impulzus között a következő összefüggés van:
{\displaystyle m^{2}=\left({\frac {E}{c^{2}}}\right)^{2}-\left({\frac {\mathbf {p} }{c}}\right)^{2}\,\!}
Lorentz-transzformáció hatására az új vonatkoztatási rendszerben is érvényes marad ez a kifejezés az új mennyiségek között, sőt a tömeg értéke is változatlan marad. Ezért az ebben a kifejezésben szereplő tömeget invariáns tömegnek hívjuk. A speciális relativitáselmélet más tömegfogalmat nem is használ, a „relativisztikus tömeg” a fenti összefüggés energiatagjának felel meg, ezért helyette mindig energiáról beszélünk. 
A fenti kifejezés N részecske esetén is érvényes marad a következőképpen:
{\displaystyle M^{2}=\left({\frac {\sum _{i}E_{i}}{c^{2}}}\right)^{2}-\left({\frac {\sum _{i}\mathbf {p} _{i}}{c}}\right)^{2}\,\!}
ahol M a teljes rendszer invariáns tömege. Ha a tömegközépponti rendszerre térünk át, ahol az impulzusok összege nulla, akkor
{\displaystyle M^{2}=\left({\frac {\sum _{i}E_{0},i}{c^{2}}}\right)^{2}=\left({\frac {E_{tkp}}{c^{2}}}\right)^{2}}
látjuk, hogy a teljes rendszer invariáns tömege egy állandó szorzótól eltekintve a tömegközépponti rendszer teljes energiájával egyezik meg, amelyet egyszerűen tömegközépponti energiának hívunk.

## Kétrészecske-rendszer
Részecskefizikai kísérletekben és részecskegyorsítók tervezésekor különös jelentősége van a két részecske esetének.
{\displaystyle M^{2}c^{4}=E_{tkp}^{2}=(E_{1}+E_{2})^{2}-(\mathbf {p_{1}} +\mathbf {p_{2}} )^{2}c^{2}=m_{1}^{2}+m_{2}^{2}+2E_{1}E_{2}(1-\beta _{1}\beta _{2}\cos \theta )}
ahol βi=vi/c, θ pedig a két részecske impulzusa által bezárt szög. 
Abban a rendszerben, amelyikben a második részecske nyugalomban van, azaz az úgynevezett labor rendszerben:
{\displaystyle E_{tkp}^{2}=m_{1}^{2}+m_{2}^{2}+2E_{1,lab}m_{2}}
Ezt a kifejezést használhatjuk annak meghatározására, hogy milyen energiájú beeső nyalábra van szükségünk álló céltárgyas kísérletben, ha valamekkora tömegközépponti energiát el akarunk érni. Az utóbbi határozza meg ugyanis az elérhető fizikai célokat.